# Episodi di Hawaii Five-0 (sesta stagione)
La sesta stagione della serie televisiva Hawaii Five-0, composta da 25 episodi, è stata trasmessa in prima visione assoluta negli Stati Uniti dalla CBS dal 25 settembre 2015 al 13 maggio 2016.
In lingua italiana, la stagione ha debuttato in Svizzera su RSI LA2 il 13 marzo 2016 trasmettendo i primi sette episodi in prima visione, per poi riprendere dall'undicesimo la messa in onda degli inediti.
In Italia la stagione è mandata in onda da Rai 2 dal 25 aprile 2016, trasmettendola in prima visione dall'ottavo al decimo episodio.
| nº | Titolo originale                                                                  | Titolo italiano                | Prima TV USA      | Prima TV in italiano |
| -- | --------------------------------------------------------------------------------- | ------------------------------ | ----------------- | -------------------- |
| 1  | Mai ho`oni i ka wai lana mālie (Do Not Disturb the Water that is Tranquil)        | Il tesoro dei pirati           | 25 settembre 2015 | 13 marzo 2016        |
| 2  | Lehu a Lehu (Ashes to Ashes)                                                      | Cenere alla cenere             | 2 ottobre 2015    | 20 marzo 2016        |
| 3  | Ua 'o'oloku ke anu i na mauna (The Chilling Storm is on the Mountains)            | Arrivi e partenze              | 9 ottobre 2015    | 27 marzo 2016        |
| 4  | Ka Papahana Holo Pono (Best Laid Plans)                                           | Riscatto                       | 16 ottobre 2015   | 17 aprile 2016       |
| 5  | Ka 'alapahi nui (Big Lie)                                                         | La doppia vita                 | 23 ottobre 2015   | 24 aprile 2016       |
| 6  | Na Pilikua Nui (Monsters)                                                         | La notte di Halloween          | 30 ottobre 2015   | 1º maggio 2016       |
| 7  | Na Kama Hele (Day Trippers)                                                       | La scommessa                   | 6 novembre 2015   | 8 maggio 2016        |
| 8  | Piko Pau 'iole (The Artful Dodger)                                                | Il truffatore                  | 13 novembre 2015  | 18 maggio 2016       |
| 9  | Hana Keaka (Charade)                                                              | Gli infiltrati                 | 20 novembre 2015  | 25 maggio 2016       |
| 10 | Ka Makau kaa kaua (The Sweet Science)                                             | Campione del mondo             | 11 dicembre 2015  | 25 maggio 2016       |
| 11 | Kuleana (One's Personal Sense of Responsibility)                                  | Responsabilità                 | 8 gennaio 2016    | 5 giugno 2016        |
| 12 | Ua ola loko i ke aloha (Love Gives Life Within)                                   | Il bunker                      | 15 gennaio 2016   | 17 luglio 2016       |
| 13 | Umia Ka Hanu (Hold The Breath)                                                    | Trattieni il respiro           | 22 gennaio 2016   | 17 luglio 2016       |
| 14 | Hoa 'inea (Misery Loves Company)                                                  | Buon San Valentino             | 12 febbraio 2016  | 24 luglio 2016       |
| 15 | Ke Koa Lokomaika'i (The Good Soldier)                                             | Il buon soldato                | 19 febbraio 2016  | 24 luglio 2016       |
| 16 | Ka Pohaku Kihi Pa'a (The Solid Cornerstone)                                       | Il ragionevole dubbio          | 26 febbraio 2016  | 31 luglio 2016       |
| 17 | Waiwai (Assets)                                                                   | Risorse                        | 11 marzo 2016     | 31 luglio 2016       |
| 18 | Kanaka Hahai (The Hunter)                                                         | Il cacciatore                  | 1º aprile 2016    | 8 gennaio 2017       |
| 19 | Malama ka Po'e (Care for One's People)                                            | Abbine cura                    | 8 aprile 2016     | 15 gennaio 2017      |
| 20 | Ka Haunaele (Rampage)                                                             | Furia                          | 15 aprile 2016    | 22 gennaio 2017      |
| 21 | Ka Pono Ku’oko’a (The Cost of Freedom)                                            | Il prezzo della libertà        | 22 aprile 2016    | 29 gennaio 2017      |
| 22 | I'ike Ke Ao (For the World to Know)                                               | Perché il mondo sappia         | 29 aprile 2016    | 12 febbraio 2017     |
| 23 | Palina Koko (Blood Ties)                                                          | Legami di sangue               | 6 maggio 2016     | 19 febbraio 2017     |
| 24 | Pa'a Ka 'ipuka I Ka 'Upena Nananana (The Entrance is Stopped with a Spider's Web) | Trappola a Chinatown           | 13 maggio 2016    | 26 febbraio 2017     |
| 25 | O Ke Ali'i Wale No Ka'u Makemake (My Desire is Only for the Chief)                | Ho attenzioni solo per il capo | 13 maggio 2016    | 5 marzo 2017         |

## Il tesoro dei pirati
- Titolo originale: Mai ho`oni i ka wai lana mālie (Do Not Disturb the Water that is Tranquil)
- Diretto da: Bryan Spicer
- Scritto da: Peter M. Lenkov ed Eric Guggenheim

### Trama
Dopo il loro matrimonio, Kono e Adam vengono rapiti e torturati da Gabriel. Egli pretende che Adam gli invii tutti i soldi provenienti dalla sua precedente malavita, che sono il prezzo da pagare per l'uscita di Adam dalla Yakuza. Nel frattempo la squadra 5-0 indaga su una rapina avvenuta nel XIX secolo, quando dei pirati rubarono alcuni preziosi artefatti.
Steve McGarrett rivela al collega Danny di voler sposare Catherine. 
- Ascolti USA: telespettatori 8 300 000[4]

## Cenere alla cenere
- Titolo originale: Lehu a Lehu (Ashes to Ashes)
- Diretto da: Sylvain White
- Scritto da: John Dove

### Trama
La squadra 5-0 indaga su un attacco avvenuto ai danni di alcuni genieri, in risultato del quale viene emessa una condizione: dalla galera deve uscire l'incendiario seriale Jason Duclair, pena un altro attentato. 
Nel frattempo Adam viene dimesso dalla clinica e si ricongiunge con Kono. Arrivati a casa, tuttavia, scoprono di essere pedinati dalla Yakuza.
- Ascolti USA: telespettatori 9 240 000[5]

## Arrivi e partenze
- Titolo originale: Ua 'o'oloku ke anu i na mauna (The Chilling Storm is on the Mountains)
- Diretto da: Joe Dante
- Scritto da: Peter M. Lenkov (soggetto); Steven Lilien e Bryan Wynbrandt (sceneggiatura)

## Riscatto
- Titolo originale: Ka Papahana Holo Pono (Best Laid Plans)
- Diretto da: Maja Vrvilo
- Scritto da: Eric Guggenheim e David Wolkove

## La doppia vita
- Titolo originale: Ka 'alapahi nui (Big Lie)
- Diretto da: Eagle Egilsson
- Scritto da: David Wolkove, Sue Palmer

## La notte di Halloween
- Titolo originale: Na Pilikua Nui (Monsters)
- Diretto da: Joe Dante
- Scritto da: Matt Wheeler

## La scommessa
- Titolo originale: Na Kama Hele (Day Trippers)
- Diretto da: Hanelle Culpepper
- Scritto da: Ken Solarz

## Il truffatore
- Titolo originale: Piko Pau 'iole (The Artful Dodger)
- Diretto da: Joel Surnow
- Scritto da: Peter M. Lenkov (soggetto); Steven Lilien e Bryan Wynbrandt (sceneggiaotre)

## Gli infiltrati
- Titolo originale: Hana Keaka (Charade)
- Diretto da: Bobby Roth
- Scritto da: Carmen Pilar Golden

## Campione del mondo
- Titolo originale: Ka Makau kaa kaua (The Sweet Science)
- Diretto da: Bryan Spicer
- Scritto da: John Dove

## Responsabilità
- Titolo originale: Kuleana (One's Personal Sense of Responsibility)
- Diretto da: Sylvain White
- Scritto da: David Wolkove

## Il bunker
- Titolo originale: Ua ola loko i ke aloha (Love Gives Life Within)
- Diretto da: Maja Vrvilo
- Scritto da: Steve Douglas-Craig (soggetto); John Dove e Eric Guggenheim (sceneggiatura)

## Trattieni il respiro
- Titolo originale: Umia Ka Hanu (Hold The Breath)
- Diretto da: Stephen Herek
- Scritto da: Peter M. Lenkov e Eric Guggenheim

## Buon San Valentino
- Titolo originale: Hoa 'inea (Misery Loves Company)
- Diretto da: Peter Weller
- Scritto da: Matt Wheeler

## Il buon soldato
- Titolo originale: Ke Koa Lokomaika'i (The Good Soldier)
- Diretto da: Bryan Spicer
- Scritto da: Carmen Pilar Golden e Sue Palmer

### Trama
Neil, un ragazzo autistico, porta in ospedale un suo amico, gravemente ferito. L’uomo morirà e la Five-0 inizia a indagare sul caso. Si scopre che l’uomo, che lavorava in un garage attiguo a una banca, era complice di una banda, entrata nella banca scavando un tunnel.
- Ascolti Italia: telespettatori 1 133 000 – share 4,21%[senza fonte]

## Il ragionevole dubbio
- Titolo originale: Ka Pohaku Kihi Pa'a (The Solid Cornerstone)
- Diretto da: Jerry Levine
- Scritto da: Peter M. Lenkov (soggetto); Steven Lilien e Bryan Wynbrandt (sceneggiatura)

### Trama
Steve chiede a Odell, il suo barbiere laureato in legge, di difendere in tribunale Sang Min, un collaboratore della Five-0, accusato ingiustamente di omicidio. Odell accetta il caso e aiuterà Sang Min durante il processo.
- Ascolti Italia: telespettatori 1 084 000 – share 4,51%[senza fonte]

## Risorse
- Titolo originale: Waiwai (Assets)
- Diretta da: Maja Vrvilo
- Scritto da: Eric Guggenheim

## Il cacciatore
- Titolo originale: Kanaka Hahai (The Hunter)
- Diretta da: Eagle Egilsson
- Scritto da: Travis Donnelly (soggetto); Matt Wheeler (sceneggiatura)

## Abbine cura
- Titolo originale: Malama ka Po'e (Care for One's People)
- Diretta da: Brad Tanenbaum
- Scritto da: Ken Solarz e Bill Haynes

## Furia
- Titolo originale: Ka Haunaele (Rampage)
- Diretta da: Jerry Levine
- Scritto da: Steven Lilien e Bryan Wynbrandt (soggetto); Sean O'Reilly (sceneggiatura)

## Il prezzo della libertà
- Titolo originale: Ka Pono Ku’oko’a (The Cost of Freedom)
- Diretta da: Peter Weller
- Scritto da: John Dove

## Perché il mondo sappia
- Titolo originale: I'ike Ke Ao (For the World to Know)
- Diretta da: Bryan Spicer
- Scritto da: David Wolkove

## Legami di sangue
- Titolo originale: Palina Koko (Blood Ties)
- Diretta da: Maja Vrvilo
- Scritto da: Eric Guggenheim

## Trappola a Chinatown
- Titolo originale: Pa'a Ka 'ipuka I Ka 'Upena Nananana (The Entrance is Stopped with a Spider's Web)
- Diretta da: Stephen Herek
- Scritto da: Steven Lilien e Bryan Wynbrandt

## Ho attenzioni solo per il capo
- Titolo originale: O Ke Ali'i Wale No Ka'u Makemake (My Desire is Only for the Chief)
- Diretto da: Bryan Spicer
- Scritto da: Peter M. Lenkov e Matt Wheeler

### Trama
Steve e Danny riescono a infiltrarsi nell’organizzazione di un certo Dae Won e, sotto mentite spoglie, si apprestano a effettuare un volo come pilota e co-pilota per consegnare una partita di droga e cercare di scoprire chi mette in circolazione la metanfetamina letale. Durante il volo vengono attaccati da un elicottero e Steve viene gravemente ferito. Danny riuscirà a far atterrare l’aereo e donerà una parte del suo fegato a Steve per consentirgli di sopravvivere.
- Ascolti Italia: telespettatori 1 249 000 – share 4,73%[senza fonte]